# 高知赤十字病院
高知赤十字病院（こうちせきじゅうじびょういん）は、高知県高知市にある医療機関である。日本赤十字社高知県支部設置の病院である。
旧称は、日本赤十字社高知支部療院・日本赤十字社高知支部病院（にほん/にっぽんせきじゅうじしゃこうちしぶりょういん・にほん/にっぽん せきじゅうじしゃこうちしぶびょういん）。
地域医療支援病院の承認を受ける他、地域がん診療連携拠点病院、災害拠点病院（地域災害医療センター）などの指定を受ける。
ドクターカーを1994年（平成6年）10月から運用。現在は、ICU病床を30床完備。

## 沿革

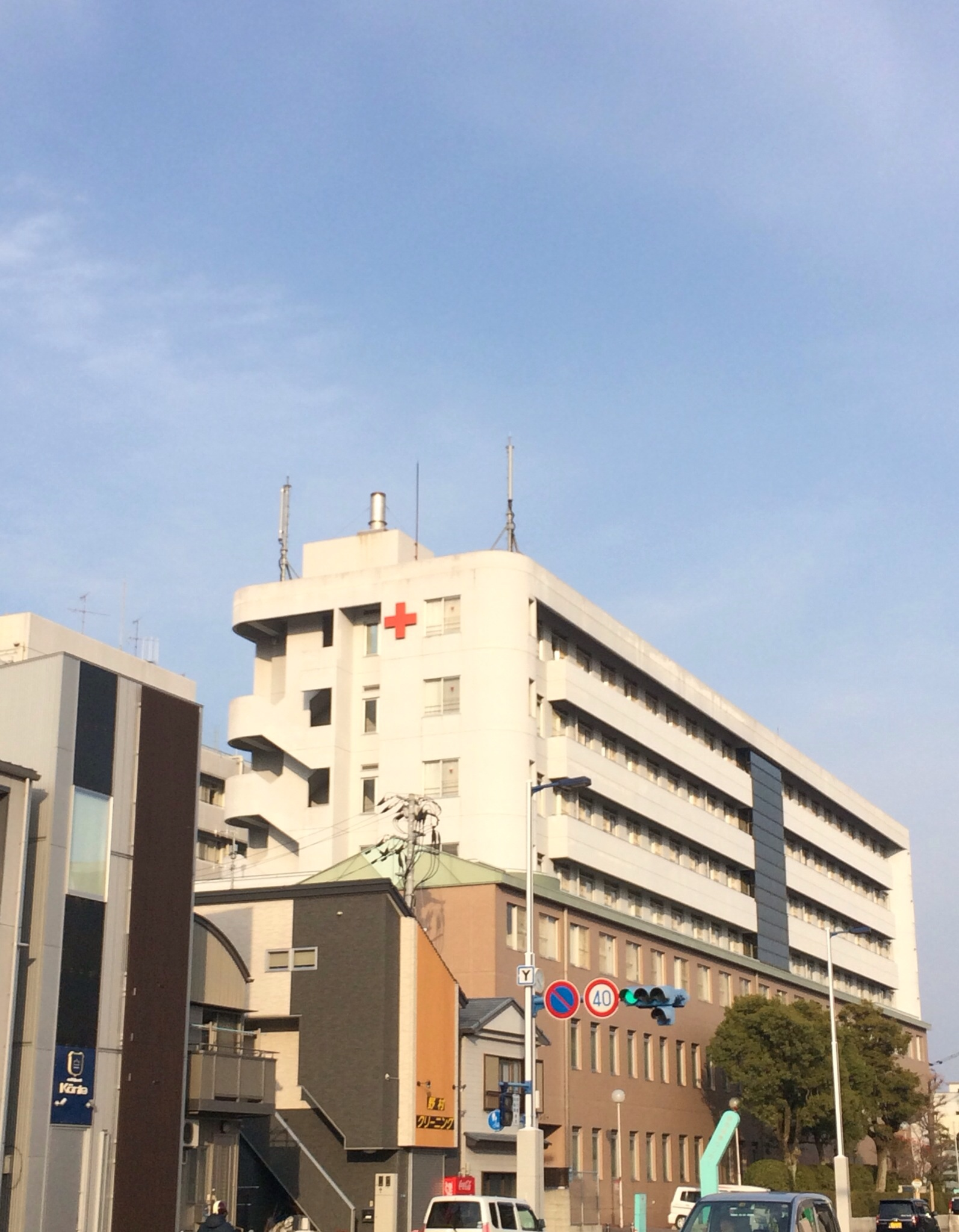
新築移転前の旧・高知赤十字病院
（高知市新本町二丁目13番51号）

- 1928年（昭和3年）8月 - 日本赤十字社高知支部療院として開設。
- 1929年（昭和4年） - 日本赤十字社高知支部病院に昇格。
- 1943年（昭和18年）1月 - 高知赤十字病院と改称。
- 1994年（平成6年）
  - 10月 - ドクターカー導入。
  - 11月 - 救命救急センター、健康管理センター開設。
- 2005年（平成17年）8月 - 地域医療支援病院の承認を受ける（橋本大二郎高知県知事）。
- 2008年（平成20年）2月 - 地域がん診療連携拠点病院の指定を受ける。
- 2019年（令和元年）
  - 5月6日 - 新築移転し開院[1]、救急外来から診療開始。
  - 5月7日 - 新病院での一般外来診療開始[2]。

## 医療機関の指定等
- 保険医療機関[3]
- 救急告示医療機関
- 地域医療支援病院[3]
- 救命救急センター[3]
- 高知県がん診療連携推進病院[4]
- 高知DMAT指定医療機関[5]
- 臨床研修指定病院（管理型・協力型）
- 災害拠点病院[3]
- 労災保険指定医療機関[3]
- 指定自立支援医療機関（更生医療）[3]
- 指定自立支援医療機関（育成医療）[3]
- 指定自立支援医療機関（精神通院医療）[3]
- 身体障害者福祉法指定医の配置されている医療機関
- 生活保護法指定医療機関[3]
- 結核指定医療機関[3]
- 指定養育医療機関[3]
- 指定小児慢性特定疾病医療機関[3]
- 母体保護法指定医の配置されている医療機関[3]
- 難病の患者に対する医療等に関する法律に基づく指定医療機関[3]
- 原子爆弾被害者一般疾病医療取扱医療機関[3]
- DPC対象病院[3]
- 公益財団法人日本医療機能評価機構認定病院[6]
- このほか、各種法令による指定・認定病院であるとともに、各学会の認定施設でもある。

## 診療科

### 内科系診療科
- 内科
- 消化器内科
- 呼吸器内科
- 循環器内科
- 糖尿病・腎臓内科
- 脳神経内科
- 血液内科
- 心療内科

### 外科系診療科
- 外科
- 消化器外科
- 乳腺・内分泌外科
- 呼吸器外科
- 脳神経外科
- 心臓血管外科
- 形成外科
- 整形外科

### その他診療科
- リウマチ科
- 小児科
- 産婦人科
- 耳鼻咽喉科
- 眼科
- 皮膚科
- 泌尿器科
- 麻酔科
- 放射線科
- リハビリテーション科
- 精神科
- 病理診断科

診療協働部門
- 看護部
- 検査部
- 薬剤部
- リハビリテーション科部
- 医療社会事業部
- 栄養課
- 救命救急センター

## 出来事
- 1999年2月 - 当院に搬送された患者（40代）が、25日に脳死状態と診断された。この判定は一旦覆るが、27日から28日未明にかけての判定作業で、法的に脳死が確定（国内初の脳死判定）。患者が臓器提供意思表示カード（提供意思許諾の内容）を持っていため、大阪大学医学部附属病院で心臓の、信州大学医学附属病院で肝臓の移植手術が行われ、東北大学病院と国立長崎中央病院（現・国立病院機構長崎医療センター）には腎臓が、高知医科大学（現・高知大学医学部）には角膜が送られ、国内初の臓器移植法に基づく初の脳死移植が行われた[7]。

## 移転・病棟新築
2013年（平成25年）8月26日の「高知県・高知市連携会議」での尾﨑正直高知県知事（日本赤十字社高知県支部長兼任）と岡﨑誠也高知市長の会談により、「高知赤十字病院を旧・シキボウ高知工場跡地（高知市所有）に移転する方向で検討すること」が決定された。
移転スケジュールとしては、2014年（平成26年）6月を目途に基本構想及び基本計画を策定し、その後、施設の基本設計、実施設計を行い、2017年（平成29年）4月に新病院建設に着工、2019年度（平成31年度・令和元年度）に新病院開院とする予定となった。
移転地の隣接地には高知市北消防署があり、救急出動の際には救命救急センターの医師が救急車に同乗するなど、迅速かつ適切な救命活動を実施することで救命率の向上を図った。さらに、北消防署には訓練施設（救急車のカットモデルや研修室）が整備され、その施設と病院の救急機能を活用しながら、高知市はもとより県全体の救急隊の効率的かつ効果的な実習研修をこれまで以上に行うことにより、良質な救急医療を提供し県全体の救急医療の充実を図る。併せて、新たに整備するヘリポートを活用して、中央医療圏にとどまらず、安芸・高幡医療圏に迅速な救急医療を提供し、地域全体の安心・安全を守る施設としてさらなる救急医療の充実を図っていく。

## 交通アクセス
- JR四国土讃線「高知駅」下車、北口またはとさでん交通駅前線「高知駅前停留場」下車、徒歩約20分[10]。
- 高知駅からとさでん交通「比島経由イオンモール高知行き」または「イオンモール高知・東久万経由鳥越行き」で「高知日赤」停留所下車。
- 堺町バス停から上記の他とさでん交通「愛宕経由イオンモール高知行き」または「愛宕・イオンモール高知・みづき坂経由宇津野行き」で「高知日赤」停留所下車。